# Муравйов Анатолій Олексійович
Анатолій Олексійович Муравйов (17 вересня 1901, місто Вологда, тепер Російська Федерація — 26 червня 1954, місто  Москва, тепер Російська Федерація) — радянський військовий політпрацівник, генерал-майор берегової служби.

## Життєпис
З січня 1920 року служив у Червоній армії, учасник Громадянської війни в Росії. У січні 1920 — квітні 1924 року — червоноармієць запасного стрілецького полку, політичний керівник (політрук) кавалерійського полку 45-ї стрілецької дивізії, помічник військового комісара, військовий комісар кавалерійського полку окремої кавалерійської бригади. Воював на Польському фронті, брав участь у придушенні селянських повстань у Тамбовській та Воронезькій губерніях.
Член РКП(б) з 1920 року.
З квітня до жовтня 1924 року — курсант Курсів удосконалення командного складу РСЧА в Українському військовому окрузі.
У жовтні 1924 — жовтні 1925 року — військовий комісар окремого саперного ескадрону 3-ї Бессарабської кавалерійської дивізії.
У жовтні 1925 — грудні 1927 року — комісар 49-го кавалерійського полку РСЧА 9-ї Кримської кавалерійської дивізії Українського військового округу.
У грудні 1927 — листопаді 1928 року — начальник організаційної частини політичного відділу 9-ї Кримської кавалерійської дивізії Українського військового округу.
У листопаді 1928 — травні 1929 року — комісар 49-го кавалерійського полку РСЧА 9-ї Кримської кавалерійської дивізії Українського військового округу.
У травні 1929 — травні 1930 року — курсант Курсів удосконалення старшого політичного складу РСЧА при Військово-політичній академії.
У травні 1930 — квітні 1932 року — комісар 81-го кавалерійського полку РСЧА Середньоазіатського військового округу.
У квітні 1932 — листопаді 1934 року — заступник начальника політичного відділу 7-ї кавалерійської дивізії Середньоазіатського військового округу.
У листопаді 1934 — вересні 1937 року — начальник політичного відділу 1-ї гірсько-стрілецької дивізії Середньоазіатського військового округу.
У вересні 1937 — червні 1939 року — начальник Політичного управління Червонопрапорного Балтійського флоту.
У червні 1939 — квітні 1940 року — член Військової ради Чорноморського флоту.
У квітні 1940 — жовтні 1941 року — військовий комісар Технічного управління Військово-морського флоту СРСР. Учасник німецько-радянської війни.
У жовтні 1941 — травні 1942 року — військовий комісар бригади морської піхоти Калінінського фронту.
З травня до вересня 1942 року — начальник Курсів удосконалення політичного складу Військово-морського флоту СРСР.
У вересні 1942 — жовтні 1943 року — начальник організаційно-інструкторського (1-го) відділу Головного політичного управління Військово-морського флоту СРСР.
У жовтні 1943 — червні 1946 року — начальник Політичного управління Тихоокеанського флоту. Учасник радянсько-японської війни.
У червні 1946 — листопаді 1949 року — начальник Політичного управління Військово-морських сил СРСР.
З листопада 1949 до лютого 1950 року перебував у розпорядженні Політичного управління Військово-морських сил СРСР.
У лютому 1950 року був звільнений в запас, але вже в березні 1950 року відновлений в кадрах ВМС. З березня до травня 1950 року перебував у розпорядженні Політичного управління Військово-морських сил СРСР.
У травні 1950 — березні 1954 року — начальник Вищих військово-політичних курсів Військово-морських сил СРСР.
З травня 1954 року — в запасі.
Помер 26 червня 1954 року в Москві. Похований на Ваганьковському цвинтарі.

## Військові звання
- бригадний комісар
- дивізійний комісар (17.02.1938)
- генерал-майор берегової служби (13.12.1942)
- генерал-майор (5.05.1952)

## Нагороди
- два ордени Леніна (1945, 1945)
- три ордени Червоного Прапора (1942, 1944, 1950)
- орден Нахімова IІ ступеня (1945)
- орден Вітчизняної війни I ступеня (1945)
- орден Червоної Зірки (16.08.1936)
- медалі